# 投资估算
投资估算是指在项目投资决策过程（编制项目建议书，进行可行性研究报告阶段）中，依据现有的资料和特定的方法，对建设项目的投资数额进行的估计。